# Gran Premio motociclistico di Francia 1996
Il Gran Premio motociclistico di Francia 1996 fu il sesto appuntamento del motomondiale 1996. Si svolse il 9 giugno al circuito Paul Ricard e vide la vittoria di Mick Doohan su Honda nella classe 500, di Max Biaggi nella classe 250, di Stefano Perugini nella classe 125 e di Adrien Morillas nel Thunderbike Trophy.

## Classe 500

### Arrivati al traguardo
| Pos. | Nº | Pilota             | Squadra                 | Motocicletta | Giri | Tempo     | Griglia | Punti |
| ---- | -- | ------------------ | ----------------------- | ------------ | ---- | --------- | ------- | ----- |
| 1º   | 1  | Mick Doohan        | Repsol Honda            | Honda        | 31   | 42:43.959 | 2       | 25    |
| 2º   | 4  | Àlex Crivillé      | Repsol Honda            | Honda        | 31   | +11.539   | 1       | 20    |
| 3º   | 17 | Alberto Puig       | Fortuna-Honda-Pons      | Honda        | 31   | +26.255   | 4       | 16    |
| 4º   | 9  | Norifumi Abe       | Marlboro Yamaha Roberts | Yamaha       | 31   | +26.467   | 15      | 13    |
| 5º   | 11 | Scott Russell      | Lucky Strike Suzuki     | Suzuki       | 31   | +29.739   | 7       | 11    |
| 6º   | 3  | Luca Cadalora      | Kanemoto Honda          | Honda        | 31   | +40.379   | 17      | 10    |
| 7º   | 7  | Alex Barros        | Honda Pileri            | Honda        | 31   | +58.435   | 5       | 9     |
| 8º   | 27 | Frédéric Protat    | Soverex FP Racing       | ROC Yamaha   | 31   | +1:14.962 | 14      | 8     |
| 9º   | 18 | James Haydon       | W.C.M.                  | ROC Yamaha   | 31   | +1:19.042 | 20      | 7     |
| 10º  | 22 | Lucio Pedercini    | Team Pedercini          | ROC Yamaha   | 30   | +1 giro   | 19      | 6     |
| 11º  | 13 | Jeremy McWilliams  | Qub Team Optimum        | ROC Yamaha   | 30   | +1 giro   | 21      | 5     |
| 12º  | 23 | Eugene McManus     | Millar Racing           | Yamaha       | 30   | +1 giro   | 25      | 4     |
| 13º  | 70 | Florian Ferracci   | Soverex FP Racing       | ROC Yamaha   | 30   | +1 giro   | 24      | 3     |
| 14º  | 25 | Jean-Marc Delétang | ELC Lease ROC           | ROC Yamaha   | 30   | +1 giro   | 26      | 2     |
| 15º  | 20 | Toshiyuki Arakaki  | Padgetts Racing         | Yamaha       | 30   | +1 giro   | 27      | 1     |

### Ritirati
| Nº | Pilota              | Squadra                 | Motocicletta  | Giri | Griglia |
| -- | ------------------- | ----------------------- | ------------- | ---- | ------- |
| 15 | Doriano Romboni     | IP Aprilia Racing       | Aprilia       | 26   | 3       |
| 6  | Tadayuki Okada      | Repsol Honda            | Honda         | 24   | 9       |
| 10 | Kenny Roberts Jr    | Marlboro Yamaha Roberts | Yamaha        | 13   | 12      |
| 19 | Sean Emmett         | Harris Grand Prix       | Harris Yamaha | 11   | 23      |
| 8  | Juan Borja          | Elf 500 Roc             | Elf 500       | 9    | 13      |
| 41 | Shin'ichi Itō       | Repsol Honda            | Honda         | 7    | 16      |
| 24 | Carlos Checa        | Fortuna-Honda-Pons      | Honda         | 6    | 6       |
| 12 | Jean-Michel Bayle   | Marlboro Yamaha Roberts | Yamaha        | 5    | 8       |
| 51 | Jean Pierre Jeandat | Team Paton              | Paton         | 4    | 22      |
| 65 | Loris Capirossi     | Marlboro Yamaha Rainey  | Yamaha        | 1    | 10      |

### Non partiti
| Nº | Pilota         | Squadra             | Motocicletta | Griglia |
| -- | -------------- | ------------------- | ------------ | ------- |
| 2  | Daryl Beattie  | Lucky Strike Suzuki | Suzuki       | 11      |
| 28 | William Costes | Elf 500 Roc         | Elf 500      | 18      |

## Classe 250

### Arrivati al traguardo
| Pos. | Nº | Pilota                   | Squadra                 | Motocicletta | Giri | Tempo     | Griglia | Punti |
| ---- | -- | ------------------------ | ----------------------- | ------------ | ---- | --------- | ------- | ----- |
| 1º   | 1  | Max Biaggi               | Chesterfield Aprilia    | Aprilia      | 29   | 41:06.274 | 1       | 25    |
| 2º   | 3  | Ralf Waldmann            | HB Honda Germany        | Honda        | 29   | +6.894    | 5       | 20    |
| 3º   | 31 | Tetsuya Harada           | Marlboro Yamaha Rainey  | Yamaha       | 29   | +27.160   | 4       | 16    |
| 4º   | 10 | Tōru Ukawa               | Benetton Honda          | Honda        | 29   | +36.462   | 7       | 13    |
| 5º   | 6  | Nobuatsu Aoki            | Rheos Molenaar Racing   | Honda        | 29   | +36.564   | 8       | 11    |
| 6º   | 20 | Luca Boscoscuro          | Scuderia AGV            | Aprilia      | 29   | +36.650   | 9       | 10    |
| 7º   | 14 | Eskil Suter              | Mohag Aprilia           | Aprilia      | 29   | +38.284   | 11      | 9     |
| 8º   | 18 | Roberto Locatelli        | Nastro Azzurro Aprilia  | Aprilia      | 29   | +38.440   | 13      | 8     |
| 9º   | 8  | Cristiano Migliorati     | Axo San Patrignano      | Honda        | 29   | +39.173   | 20      | 7     |
| 10º  | 7  | Luis d'Antín             | MX Onda-S.S.P. Comp.    | Honda        | 29   | +39.434   | 17      | 6     |
| 11º  | 55 | Régis Laconi             | Tecmas Grand Prix       | Honda        | 29   | +51.144   | 15      | 5     |
| 12º  | 12 | Jurgen van den Goorbergh | M.Q.P. Racing           | Honda        | 29   | +52.228   | 16      | 4     |
| 13º  | 26 | Takeshi Tsujimura        | F.C.C. Technical Sports | Honda        | 29   | +52.726   | 18      | 3     |
| 14º  | 9  | Yasumasa Hatakeyama      | F.C.C. T.S. Penguin     | Honda        | 29   | +54.385   | 21      | 2     |
| 15º  | 22 | Oliver Petrucciani       | Mohag Aprilia           | Aprilia      | 29   | +54.506   | 10      | 1     |
| 16º  | 27 | Sebastián Porto          | PR2 Aprilia YPF-Esco    | Aprilia      | 29   | +54.708   | 12      |       |
| 17º  | 25 | Davide Bulega            | Team Italia             | Aprilia      | 29   | +54.932   | 24      |       |
| 18º  | 21 | Massimo Ottobre          | FGF Guidotti            | Aprilia      | 29   | +1:04.710 | 25      |       |
| 19º  | 15 | Gianluigi Scalvini       | Team Pileri             | Honda        | 28   | +1 giro   | 22      |       |
| 20º  | 83 | Sébastien Gimbert        | Equipe de France        | Honda        | 28   | +1 giro   | 30      |       |
| 21º  | 28 | Cristophe Cogan          | Team AJP                | Honda        | 28   | +1 giro   | 29      |       |
| 22º  | 70 | Gilles Ferstler          | AJP                     | Honda        | 28   | +1 giro   | 31      |       |

### Ritirati
| Nº | Pilota               | Squadra                 | Motocicletta | Giri | Griglia |
| -- | -------------------- | ----------------------- | ------------ | ---- | ------- |
| 19 | Olivier Jacque       | Chesterfield Elf Tech 3 | Honda        | 21   | 6       |
| 11 | Jürgen Fuchs         | HB Honda Germany        | Honda        | 21   | 3       |
| 30 | José Luis Cardoso    | Sherry Repsol Aprilia   | Aprilia      | 15   | 27      |
| 29 | Osamu Miyazaki       | Edo Racing              | Aprilia      | 14   | 19      |
| 5  | Jean-Philippe Ruggia | Chesterfield Elf Tech 3 | Honda        | 8    | 2       |
| 96 | José Barresi         | Marlboro Venemotos      | Yamaha       | 4    | 26      |
| 16 | Sete Gibernau        | Axo San Patrignano      | Honda        | 1    | 14      |
| 23 | Christian Boudinot   | Promoto Sport           | Aprilia      | 0    | 28      |
| 41 | Jamie Robinson       | Docshop Racing          | Aprilia      | 0    | 23      |

### Non partito
| Nº | Pilota          | Squadra | Motocicletta | Griglia |
| -- | --------------- | ------- | ------------ | ------- |
| 73 | Geoffrey Macrez | AJP     | Honda        | 32      |

## Classe 125

### Arrivati al traguardo
| Pos. | Nº | Pilota            | Squadra                 | Motocicletta | Giri | Tempo     | Griglia | Punti |
| ---- | -- | ----------------- | ----------------------- | ------------ | ---- | --------- | ------- | ----- |
| 1º   | 6  | Stefano Perugini  | Nastro Azzurro Aprilia  | Aprilia      | 27   | 40:44.539 | 4       | 25    |
| 2º   | 8  | Tomomi Manako     | UGT Europa              | Honda        | 27   | +0.373    | 7       | 20    |
| 3º   | 3  | Emilio Alzamora   | Cepsa Effeuno Matteoni  | Honda        | 27   | +0.672    | 11      | 16    |
| 4º   | 12 | Noboru Ueda       | Docshop Racing          | Honda        | 27   | +0.708    | 2       | 13    |
| 5º   | 14 | Yoshiaki Katō     | Yamaha Kurz             | Yamaha       | 27   | +0.929    | 10      | 11    |
| 6º   | 5  | Dirk Raudies      | HB Team Raudies         | Honda        | 27   | +2.926    | 3       | 10    |
| 7º   | 1  | Haruchika Aoki    | Rheos Molenaar Racing   | Honda        | 27   | +3.261    | 12      | 9     |
| 8º   | 2  | Kazuto Sakata     | Krona-Aprilia           | Aprilia      | 27   | +4.598    | 15      | 8     |
| 9º   | 72 | Garry McCoy       | Scuderia Alfa Bieffe    | Aprilia      | 27   | +14.243   | 5       | 7     |
| 10º  | 4  | Akira Saitō       | Docshop Racing          | Honda        | 27   | +14.489   | 14      | 6     |
| 11º  | 15 | Manfred Geissler  | Marlboro-Aprilia-Eckl   | Aprilia      | 27   | +14.579   | 16      | 5     |
| 12º  | 26 | Ivan Goi          | Cepsa Effeuno Matteoni  | Honda        | 27   | +18.898   | 18      | 4     |
| 13º  | 23 | Frédéric Petit    | Team RMS                | Honda        | 27   | +23.947   | 20      | 3     |
| 14º  | 11 | Herri Torrontegui | Axo San Patrignano      | Honda        | 27   | +28.271   | 21      | 2     |
| 15º  | 19 | Yōichi Ui         | Yamaha Kurz             | Yamaha       | 27   | +48.262   | 17      | 1     |
| 16º  | 37 | Paolo Tessari     | Team Pileri             | Honda        | 27   | +48.529   | 22      |       |
| 17º  | 35 | Loek Bodelier     | Mobil 1-TNT-LB Racing   | Honda        | 27   | +48.889   | 25      |       |
| 18º  | 27 | Gabriele Debbia   | Biesse Semprucci Debbia | Yamaha       | 27   | +49.239   | 23      |       |
| 19º  | 73 | Bertrand Stey     | Stei Motos              | Honda        | 27   | +1:00.037 | 27      |       |
| 20º  | 88 | Ángel Nieto Jr    | Airtel-Aspar            | Aprilia      | 27   | +1:12.258 | 26      |       |
| 21º  | 70 | Gregory Fouet     | Dom Racing              | Honda        | 26   | +1 giro   | 31      |       |

### Ritirati
| Nº | Pilota            | Squadra               | Motocicletta | Giri | Griglia |
| -- | ----------------- | --------------------- | ------------ | ---- | ------- |
| 46 | Valentino Rossi   | Scuderia AGV          | Aprilia      | 24   | 13      |
| 36 | Josep Sarda       | Mobil 1-TNT-LB Racing | Honda        | 21   | 28      |
| 10 | Peter Öttl        | Marlboro-Aprilia-Eckl | Aprilia      | 17   | 8       |
| 21 | Andrea Ballerini  | Team Italia           | Aprilia      | 17   | 29      |
| 74 | Arnaud Vincent    | Scrab                 | Aprilia      | 12   | 30      |
| 7  | Masaki Tokudome   | Ditter Plastic        | Aprilia      | 9    | 1       |
| 55 | Jorge Martínez    | Airtel-Aspar          | Aprilia      | 7    | 6       |
| 24 | Jaroslav Huleš    | Team Pileri           | Honda        | 6    | 24      |
| 17 | Darren Barton     | Ditter Plastic        | Aprilia      | 2    | 9       |
| 13 | Lucio Cecchinello | Honda Team GP3        | Honda        | 0    | 19      |

### Non partito
| Nº | Pilota      | Squadra | Motocicletta | Griglia |
| -- | ----------- | ------- | ------------ | ------- |
| 71 | Eric Mizera | Scrab   | Aprilia      | 32      |

## Thunderbike Trophy
Fonte: Thunderbike Trophy 1996 - Paul Ricard, su classic.autosport.com (archiviato dall'url originale il 9 febbraio 2019).

### Arrivati al traguardo
| Pos. | Nº | Pilota                    | Motocicletta | Giri | Tempo     | Punti |
| ---- | -- | ------------------------- | ------------ | ---- | --------- | ----- |
| 1º   | 19 | Adrien Morillas           | Yamaha       | 22   | 32:41.578 | 25    |
| 2º   | 15 | Bernard Garcia            | Honda        | 22   | +10.384   | 20    |
| 3º   | 1  | Stefan Scheschowitsch     | Kawasaki     | 22   | +13.390   | 16    |
| 4º   | 8  | Jeffry de Vries           | Yamaha       | 22   | +16.506   | 13    |
| 5º   | 2  | Yves Briguet              | Honda        | 22   | +16.816   | 11    |
| 6º   | 14 | Iain MacPherson           | Honda        | 22   | +20.387   | 10    |
| 7º   | 6  | Enrique de Juan           | Kawasaki     | 22   | +31.933   | 9     |
| 8º   | 22 | Gregorio Lavilla          | Yamaha       | 22   | +34.352   | 8     |
| 9º   | 25 | Phil Borley               | Kawasaki     | 22   | +44.870   | 7     |
| 10º  | 4  | Fred Bayens               | Bimota       | 22   | +51.346   | 6     |
| 11º  | 44 | Bernard Cazade            | Honda        | 22   | +51.796   | 5     |
| 12º  | 12 | Franky Heidger            | Honda        | 22   | +1:00.384 | 4     |
| 13º  | 48 | Stéphane Neff             | Yamaha       | 22   | +1:00.894 | 3     |
| 14º  | 30 | José María Martín Vázquez | Honda        | 22   | +1:05.782 | 2     |
| 15º  | 21 | Philippe Pinchedez        | Honda        | 22   | +1:07.738 | 1     |
| 16º  | 27 | Bernard Haenggeli         | Honda        | 22   | +1:10.366 |       |
| 17º  | 47 | Frédéric Moreira          | Yamaha       | 22   | +1:30.918 |       |

### Ritirati
| Nº | Pilota               | Motocicletta | Giri |
| -- | -------------------- | ------------ | ---- |
| 20 | William Costes       | Honda        | 18   |
| 23 | José Oriol Fernández | Yamaha       | 17   |
| 26 | Peter Haug           | Honda        | 14   |
| 3  | Stéphane Mertens     | Honda        | 13   |
| 16 | Marc Garcia          | Honda        | 13   |
| 45 | Stephane Coutelle    | Kawasaki     | 10   |
| 10 | Eric Mahé            | Yamaha       | 9    |
| 5  | Mario Innamorati     | Honda        | 9    |
| 49 | Didier Crassous      | Yamaha       | 9    |
| 46 | Philippe Dobé        | Kawasaki     | 6    |
| 17 | Pere Riba            | Honda        | 6    |
| 7  | Wilco Zeelenberg     | Honda        | 4    |